# Підземні переходи (Ростов-на-Дону)
Підземні переходи Ростова-на-Дону — пішохідні переходи, побудова яких відбувалась з кінця 1960-х років до початку 1980-х років у Ростові-на-Дону. Будівельні роботи проводились організацією, працівники якої за невеликий проміжок часу змогли побудувати головні підземні переходи Ростова-на-Дону, якими городяни користуються і в XXI столітті, для безпечного переміщення містом. Для прикраси стін переходів були створені мозаїчні панно, які є однією з визначних пам'яток міста. Один із п'яти центральних підземних переходів Ростова-на-Дону був визнаний об'єктом культурної спадщини, ведеться збір даних для надання такого статусу іншим переходам.

## Історія

### XX століття
Велика частина існуючих нині підземних переходів в Ростові-на-Дону була побудована організацією «Містзагін № 10», начальником якої був Георгій Іванович Билло. Начальником ділянки будівельної організації був Олександр Гаврилович Егоров. Ця організація в основному займалася будівництвом мостів на Кавказі і на трасі М-4, будівництву підземних переходів приділялось набагато менше часу. Проект був розпочатий в період кінця 1960-х років — на початку 1970-х років. Перший підземний перехід будували з 1969 по 1970 роки у районі будівлі Північно-Кавказької залізниці на Театральній площі.
Трохи пізніше, Георгій Іванович Билло проявив ініціативу з будівництва другого підземного переходу. Це знайшло схвалення у міської влади. Так почалося будівництво другого підземного переходу, який розташований на перехресті Великої Садової вулиці та Кіровського проспекту. Георгій Билло також запропонував прикрасити стіни переходів мозаїкою. Після цього почалося будівництво підземних переходів на території Ленінського району.
З 1972 по 1973 рік було побудовано два підземні переходи. Один розташовується на Будьонівському проспекті та вулиці Московській, другий — по Будьонівському проспекті та вулиці Великій Садовій. Передбачалося, що один з підземних переходів буде побудований поблизу сучасного Центрального ринку. Але будівництво відкладали через різні обставини. Тому було розпочато будівництво іншого об'єкту — переходу по Будьонівському проспекті та вулиці Великій Садовій.
По вулиці Великій Садовій, яка в той час називалась вулицею Енгельса, біля Центрального універмагу транспортний рух був досить складним у зв'язку з великою кількістю пішоходів. Для розвантаження маршруту потрібно було побудувати підземний тунель. Одночасно з цим, організація «Містзагін» зайнялася благоустроєм території скверу поблизу консерваторії — там був створений фонтан з бронзовою жінкою. Нові підземні переходи було вирішено оформити за допомогою художніх елементів. Через фінансові нюанси будівельники вирішили обійтися без залучення членів Спілки художників, а скористатися послугами майстра мозаїки Юрія Пальшінцева. Він і ціла бригада плиточників стали працювати для оформлення переходів.
Був відповідальним за будівництво підземних переходів в Ростові-на-Дону заступник Георгія Билло — Віктор Степанович Зурабянцев. Він вирішив використовувати керамічну плитку для оформлення стін в переходах міста. В переході, розташованому по проспекті Будьонівського — вулиці Великій Садовій, підлогу створили з перепадом висоти. Під час риття котловану був знайдений дерев'яний дубовий водогін. Після дослідження конструкції історики прийшли до висновку, що він відноситься до часу заснування Ростова-на-Дону. Конструкцію було вирішено зберегти під землею в первісному вигляді, що позначилося на оформленні підлоги в переході.
У 1978 році здійснили будівництво великого переходу по Проспекту Ворошиловського — вулиці Великій Садовій. Останнім був побудований підземний перехід на площі Карла Маркса в 1983—1984 роках. Після цього проведення будівельних робіт для створення підземних переходів в Ростові-на-Дону припинилося.

### XXI століття
Восени 2014 року на Жовтневій площі Ростова-на-Дону розпочалося будівництво ще одного підземного переходу. Перший вхід до тунелю мали розташувати з боку автовокзалу, другий — біля квіткового ринку, поблизу парку імені Миколи Островського. Терміном закінчення робіт було позначено 10 червня 2015 року.
В кінці грудня 2015 року в переході по Ворошилівському проспекті та вулиці Великій Садовій було розпочато ремонт.
Перехід, який розташовується по Будьонівському проспекті та по вулиці Московській був визнаний об'єктом культурної спадщини. Станом на березень 2016 року були розпочаті роботи по створенню нормативно-правового акту, при наявності якого об'єкт буде значитися в списках об'єктів культурної спадщини Ростовської області. Інші чотири пішохідні переходи такий статус не отримали. Це відноситься до переходів, розташованих на Ворошилівському проспекті та вулиці Садовій, Будьонівському проспекті та вулиці Садовій, в провулку Університетському та вулиці Садовій, на Кіровському проспекті і вулиці Садовій. Причиною для відмови у визнанні їх об'єктами культурної спадщини стала дата їх створення — з цього моменту пройшло менше 40 років.
На будівництво підземного пішохідного переходу на проспекті Шолохова було виділено 68 мільйонів рублів з міського бюджету. Ширина переходу становить 4 метри, висота — 2,3 метра, а довжина — 27 метрів. Будівництво велося з урахуванням підігріву підлоги. Також будівельники подбали про художнє оформлення підземного переходу. На стінах розмістили фотографії часів Другої світової війни, які були адаптовані під керамогранітну плитку. Тематика оформлення обиралась жителями міста. Станом на вересень 2016 року в Ростові-на-Дону розпочалося будівництво нових підземних переходів. Спочатку став будуватись перехід на проспекті Нагібіна. Другий підземний перехід планується побудувати на перехресті провулку Соборного та вулиці Великої Садової. Його ширина складе 8 метрів. Багато переходів міста почали ремонтувати — на кінець 2016 року було заплановано ремонт двох підземних переходів. Надалі була запланована розробка проекту з капітального ремонту переходу по вулиці Великій Садовій — провулку Нахічеванському. У листопаді 2016 року мозаїчні панно, які розташовані в підземних переходах, були помиті і почищені добровольцями з числа городян. Підземний перехід на площі Хіміків станом на березень 2017 року перебуває в аварійному стані, хоча кілька років тому в ньому був проведений капітальний ремонт.

## Процес будівництва
З технологічної точки зору будівництво таких підземних переходів не має особливої складності. Необхідно вирити котлован відкритим способом так, щоб він розміщувався на одній половині проїзної частини. Далі відбувається встановлення образних залізобетонних конструкцій. Встановлюється плита перекриття і гідроізоляція. За таким же принципом відбувається будівництво іншої частини автодороги. Будівництво підземних переходів в Ростові-на-Дону передбачало встановлення реверсивних світлофорів, рух транспорту відбувався по звуженій проїзній частині. Основна частина будівництва переходу займала 6 місяців, потім виконувалися оздоблювальні роботи.
1. 1 2 3  Подземная эпопея закончилась для Ростова? Ростовской отделение Всероссийского общества охраны памятников истории и культуры. Архів оригіналу за 20 квітня 2021. Процитовано 24 листопада 2018.
2. 1 2  Ростовский переход на Будённовском и Московской признан объектом культурного наследия
3. ↑  Подземный переход начали строить в Ростове возле старого автовокзала
4. ↑  В переходе на Ворошиловском-Садовой в Ростове начали сбивать плитку. Архів оригіналу за 24 листопада 2018. Процитовано 24 листопада 2018.
5. ↑  Власти: подземный переход на пр. Шолохова в Ростове готов на 80 %
6. ↑  Мозаики в переходах: чудо, которого мы не замечаем
7. ↑  Правда, что ростовчане помыли мозаику в подземных переходах?
8. ↑  Ростов-на-Дону: один из подземных переходов опасен для пешеходов